# مشروب رياضي

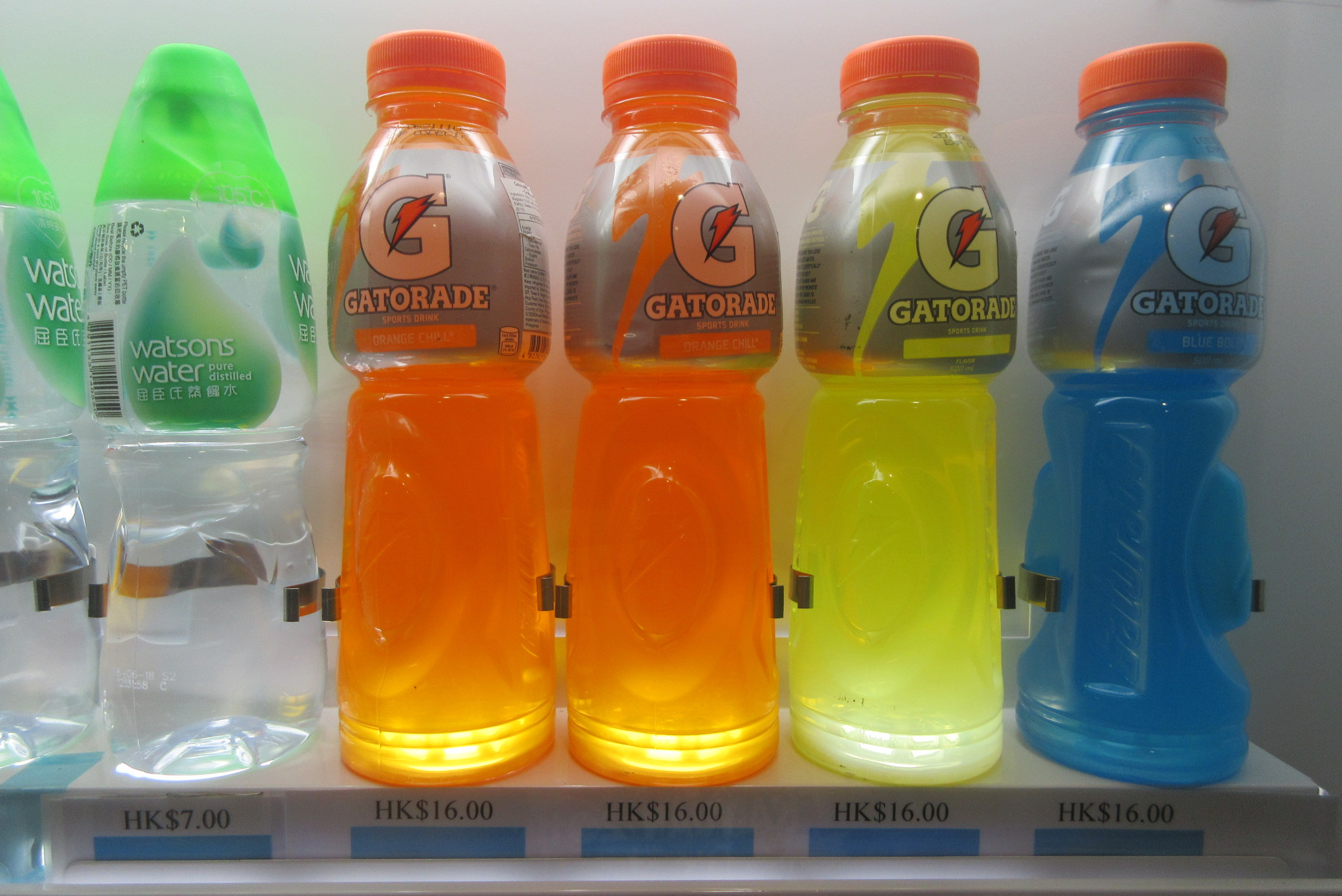

مشروب رياضي هو مشروب يشربه الرياضي بَعد التَدريب أو المُنافَسة ليعوض الماء والكهرل والطاقة المسؤولة عن كفاءة التَمرين. يحتوي على سكريات لإمداد الجسم بالطاقة أو السعرات الحرارية التي يخسرها أثناء التدريب. ويحتوي على الأملاح المعدنية والكهرل كالصوديوم و البوتاسيوم لتعويض ما يخسره الجسم منها أثناء التعرق الذي يصاحب النشاط الرياضي.

## فئات المشروبات الرياضية
للمشروبات الرياضية ثلاث أنماط رئيسة:
- مُساوي التوتّر[4] (isotonic) والذي يحتوي على نفس قيمة الأملاح و السُكَريات في جِسِم الإنسان.
- مُفرط التوتر[5] (hypertonic) يحتوي على نسب أملاح و سُكَريات أكثر من جِسم الإنسان.
- ناقص التوتر[6] (hypotonic) يَحَتَوي على تَركيز أقل من الأملاح و السُكريات مع الموجود في جسم الإنسان.